# Panowice (Ukraina)
Panowice (ukr. Пановичі) – wieś na Ukrainie, w obwodzie tarnopolskim, w rejonie tarnopolskim, przejściowo zwana Sieniawką.
W II Rzeczypospolitej wieś o zdecydowanej przewadze ludności polskiej. W 1921 r. na prawie 400 mieszkańców tylko 21 było Rusinami. W latach 1941–1944 z rąk członków Ukraińskiej Policji Pomocniczej i UPA zginęło 36 Polaków. 
Wierni obrządku rzymskokatolickiego należeli do parafii w Hnilcze. Na ich potrzeby w 1936 r. został wzniesiony w Panowicach kościół filialny, murowany, zaprojektowany w stylu neoromańskim. Obecnie jest to cerkiew greckokatolicka. 
Do 2020 w rejonie podhajeckim.